# Andrei Igorewitsch Swetschnikow
Andrei Igorewitsch Swetschnikow (russisch Андрей Игоревич Свечников, englische Transkription: Andrei bzw. Andrey Igorevich Svechnikov; * 26. März 2000 in Barnaul) ist ein russischer Eishockeyspieler, der seit Juli 2018 bei den Carolina Hurricanes in der National Hockey League unter Vertrag steht. Der rechte Flügelstürmer wurde im NHL Entry Draft 2018 an zweiter Position von den Hurricanes ausgewählt.

## Karriere
Andrei Swetschnikow wurde im sibirischen Barnaul geboren und zog mit seiner Familie erst nach Moskau sowie später nach Kasan, wo er in seiner Jugend für die Nachwuchsabteilung von Ak Bars Kasan spielte. Zur Saison 2016/17 wechselte der Flügelstürmer zu den Muskegon Lumberjacks in die United States Hockey League (USHL), die höchste Juniorenliga der Vereinigten Staaten. In Muskegon lebte er gemeinsam mit seiner Mutter und zugleich nah an seinem Bruder Jewgeni, der zu diesem Zeitpunkt für die Grand Rapids Griffins auflief. Für die Lumberjacks erzielte der Russe in seiner ersten Saison auf nordamerikanischem Eis 58 Scorerpunkte in 48 Spielen und wurde infolgedessen ins USHL First All-Star Team und ins USHL All-Rookie Team gewählt sowie als Rookie des Jahres der Liga ausgezeichnet.
Zur folgenden Spielzeit 2017/18 wechselte Swetschnikow zu den Barrie Colts in die kanadische Ontario Hockey League (OHL), die ihn im vorherigen CHL Import Draft an erster Gesamtposition ausgewählt hatten. Auch in Barrie etablierte sich der Angreifer als regelmäßiger Scorer, so erzielte er 40 Tore bei 72 Punkten in 44 Partien und wurde am Ende der Saison mit dem Emms Family Award erneut als bester Rookie geehrt. Darüber hinaus wählte man ihn ins OHL First All-Rookie-Team.
Swetschnikow galt als eines der herausragenden Talente für den anstehenden NHL Entry Draft 2018, so schätzte ihn der Central Scouting Service auf Rang eins der nordamerikanischen Feldspieler ein, während er von der Canadian Hockey League mit dem CHL Top Draft Prospect Award geehrt wurde. Insgesamt wurde er hinter Rasmus Dahlin als wahrscheinlicher Gesamtzweiter des Drafts gehandelt, an welcher Position er in der Folge auch von den Carolina Hurricanes ausgewählt wurde. Wenig später unterzeichnete er Ende Juni 2018 einen Einstiegsvertrag bei den Hurricanes. In der Folge debütierte er Anfang Oktober 2018 in der NHL. Seine Rookie-Saison beendete er mit 37 Punkten aus 82 Spielen, steigerte diese Statistik jedoch bereits im Folgejahr deutlich auf 61 Punkte in 68 Partien. Darüber hinaus erzielte der Angreifer als erster NHL-Spieler überhaupt im Oktober 2019 ein „Lacrosse-Tor“, indem er den Puck unter direktem Kontakt mit der Schlagfläche des Schlägers im oberen Toreck platzierte. Diese seltene Art der Torerzielung, die zuvor unter anderem Mikael Granlund bei der Weltmeisterschaft 2011 gelungen war, brachte Swetschnikow im Dezember 2019 direkt erneut zum Erfolg.
Nachdem er auch in der Saison 2020/21 als regelmäßiger Scorer der Hurricanes in Erscheinung getreten war, unterzeichnete er im August 2021 einen neuen Achtjahresvertrag in Carolina, der ihm ein durchschnittliches Jahresgehalt von 7,75 Millionen US-Dollar einbringen soll.

### International
Auf internationaler Ebene vertrat Swetschnikow sein Heimatland bei einer Vielzahl von Turnieren. Auf U17-Niveau gewann er eine Silber- und eine Bronzemedaille bei den World U-17 Challenges 2015 und 2016, wobei er im zweiten Jahr zum Topscorer und ins All-Star-Team des Turniers gewählt wurde. Zudem nahm er an den Olympischen Jugend-Winterspielen 2016 teil und gewann dort ebenso die Bronzemedaille wie wenig später beim Ivan Hlinka Memorial Tournament 2016. Darüber hinaus war der Flügelstürmer Teil der russischen U18-Auswahl, die bei den U18-Weltmeisterschaften 2016 und 2017 eine sechsten Platz erreichte sowie im Jahr darauf eine weitere Bronzemedaille errang. Für die russische U20-Nationalmannschaft debütierte er im Rahmen der U20-Weltmeisterschaft 2018 und belegte dort mit dem Team den fünften Rang.

## Erfolge und Auszeichnungen
| - 2017 USHL First All-Star Team - 2017 USHL-Rookie des Jahres - 2017 USHL All-Rookie Team - 2018 Emms Family Award | - 2018 CHL Top Draft Prospect Award - 2018 OHL First All-Rookie-Team - 2023 Teilnahme am NHL All-Star Game |

### International
| - 2015 Silbermedaille bei der World U-17 Hockey Challenge - 2016 Bronzemedaille bei den Olympischen Jugend-Winterspielen - 2016 Bronzemedaille beim Ivan Hlinka Memorial Tournament | - 2016 Bronzemedaille bei der World U-17 Hockey Challenge - 2016 All-Star-Team bei der World U-17 Hockey Challenge - 2017 Bronzemedaille bei der U18-Weltmeisterschaft |

## Karrierestatistik
Stand: Ende der Saison 2024/25

### International
Vertrat Russland bei:
| - World U-17 Hockey Challenge 2015 - Olympischen Jugend-Winterspielen 2016 - U18-Weltmeisterschaft 2016 - Ivan Hlinka Memorial Tournament 2016 | - World U-17 Hockey Challenge 2016 - U18-Weltmeisterschaft 2017 - U20-Weltmeisterschaft 2018 |

(Legende zur Spielerstatistik: Sp oder GP = absolvierte Spiele; T oder G = erzielte Tore; V oder A = erzielte Assists; Pkt oder Pts = erzielte Scorerpunkte; SM oder PIM = erhaltene Strafminuten; +/− = Plus/Minus-Bilanz; PP = erzielte Überzahltore; SH = erzielte Unterzahltore; GW = erzielte Siegtore; 1 Play-downs/Relegation; Kursiv: Statistik nicht vollständig)

## Persönliches
Sein älterer Bruder Jewgeni Swetschnikow ist ebenfalls Eishockeyspieler und debütierte in der Saison 2016/17 für die Detroit Red Wings in der NHL.